# 大叶金顶杜鹃
大叶金顶杜鹃（学名：Rhododendron faberi sp. prattii）为杜鹃花科杜鹃花属下的一个亚种。